# Frédéric Moncassin
Frédéric Moncassin es un ex ciclista francés, nacido el 26 de septiembre de 1968 en Toulouse.

## Biografía
Fue un velocista, profesional desde 1990 hasta 1999 dentro de los equipos: Castorama, WordPerfect, Novell, Gan y  Crédit Agricole.
Entre sus hazañas importantes, tomamos nota de su victoria en la Kuurne-Bruselas-Kuurne bajo un gran diluvio, y 2 victorias en el  Tour de Francia en Bolduque y en un gran sprint en la meta de Burdeos. También se puso el maillot amarillo durante la 3.ª etapa del Tour.
En la París-Roubaix de 1997, se escapó con el moldavo Andrei Tchmil a pocos kilómetros del final, pero les cogería el grupo de los favoritos debido a la escasa cooperación de su compañero.
Fue el seleccionador nacional de ciclismo ruta de la selección de Francia desde 2004 hasta 2008. Fue reemplazado por Laurent Jalabert.
El 24 de julio de 2013 su nombre apareció en el informe publicado por el senado francés como uno de los treinta ciclistas que habrían dado positivo en el Tour de Francia 1998 con carácter retrospectivo, ya que analizaron las muestras de orina de aquel año con los métodos antidopaje actuales.

## Palmarés
| 1989 - 1 etapa de la Ruta del Sur - París-Roubaix sub-23 1990 - 2 etapas de la Dauphiné Libéré - Grand Prix de Denain - Gran Premio de Isbergues 1991 - Grand Prix de Denain - 1 etapa del Gran Premio de Midi Libre - 1 etapa del Tour d'Armorique 1992 - 1 etapa de la Estrella de Bessèges - 1 etapa del Tour del Mediterráneo 1993 - Tour de l'Oise más 2 etapas - 1 etapa de la Dauphiné Libéré - 1 etapa del Tour del Porvenir | 1994 - 1 etapa de la Midi libre - 2.º en el Campeonato de Francia en Ruta 1995 - Kuurne-Bruselas-Kuurne - Gran Premio Herning 1996 - 1 etapa de la París-Niza - 2 etapas de la Midi libre - 2 etapas de la Ruta del Sur - 2 etapas del Tour de Francia |